# 哥倫布鎮區 (內布拉斯加州普拉特縣)
哥倫布鎮區（英語：Columbus Township）是位於美國內布拉斯加州普拉特縣的一個行政鎮區。

## 地方資料
哥倫布鎮區的面積為152.83平方千米，當中陸地面積為141.83平方千米，而水域面積為11.00平方千米。根據2020年美國人口普查的數據，當地共有人口3320人，而人口密度為每平方千米21.72人。